# 伊勢屋喜介
伊勢屋 喜介（いせや きすけ、生没年不詳）とは江戸時代の江戸にあった地本問屋。

## 来歴
江戸の横山町2丁目平兵衛店において地本問屋を営業している。嘉永5年（1852年）の『地本草紙問屋名前帳』の元組に名前が掲載されている。